# Davidshyttan
Davidshyttan är en by i Hedemora socken i Hedemora kommun belägen cirka 5 km sydväst om Hedemora. Sedan 2023 avgränsar SCB området som en småort. Byn gränsar till Dräcke, Djörkhyttan, Hedemora och Nås.